# Réchicourt-la-Petite
Réchicourt-la-Petite – miejscowość i gmina we Francji, w regionie Grand Est, w departamencie Meurthe i Mozela.
Według danych na rok 1990 gminę zamieszkiwało 50 osób, a gęstość zaludnienia wynosiła 9 osób/km² (wśród 2335 gmin Lotaryngii Réchicourt-la-Petite plasuje się na 995. miejscu pod względem liczby ludności, natomiast pod względem powierzchni na miejscu 960.).